# Космос-2393
Космос-2393 је један од преко 2400 совјетских вјештачких сателита лансираних у оквиру програма Космос.
Космос-2393 је лансиран са космодрома Плесецк, Русија, 24. децембра 2002. Ракета-носач Молнија је поставила сателит у орбиту око планете Земље. 